# 卡尼亚梅罗
卡尼亚梅罗，是西班牙埃斯特雷马杜拉卡塞雷斯省的一个市镇。总面积151平方公里，总人口1875人（2001年），人口密度12人/平方公里。